# Полоса обеспечения
Полоса обеспечения (предполье) — полоса местности на пути вероятного удара противника, перед главным рубежом обороны.
В другом источнике указано что Полоса обеспечения — полоса местности перед передним краем обороны. 
Полоса обеспечения обороняется передовыми отрядами или частями войск прикрытия. Полоса обеспечения в армии США и некоторых других государств является частью зоны прикрытия.

## История
Полоса обеспечения предназначается для защиты основной группировки обороняющегося от внезапного удара сухопутных войск противника, ослабления удара и выигрыша времени для подготовки к отражению нападения.
Полоса обеспечения является элементом долговременных оборонительных сооружений, кроме того, она оборудуется на границах государства на направлениях вероятного продвижения противника перед районами сосредоточения основных сил сухопутных войск. В полосе обеспечения усиливаются естественные и создаются искусственные препятствия (проволочные заграждения, завалы, рвы, эскарпы и контрэскарпы, противотанковые заграждения и надолбы), создаются ловушки, оборудуются позиции для войск, обеспечивающих прикрытие, проводится минирование. В зависимости от назначения и особенностей местности полоса обеспечения может иметь различную глубину — от нескольких сот метров до десятков километров.
Основное назначение полосы обеспечения — замедлить продвижение войск наступающего противника, измотать их боями ещё до встречи с главными силами. При прорыве полосы обеспечения противник теряет темп, несёт потери, снижается боевой дух личного состава, в то время как обороняющаяся сторона может держать оборону в полосе обеспечения относительно малыми силами и постепенно отходить. Таким образом нивелируется эффект от внезапного нападения, давая обороняющемуся возможность сосредоточить главные силы, обеспечить стойкую оборону и перейти в контрнаступление.
Полосы обеспечения создавались в качестве обязательного элемента пограничных укреплений государств, а также при создании укреплённых полос в войнах до середины XX века. Из наиболее известных примеров их использования можно упомянуть линию Мажино, линию Бенеша, линию Маннергейма, где использовались полосы обеспечения глубиной в десятки километров, и полосу обеспечения группировки Красной Армии ВС Союза ССР перед битвой на Курской дуге. В последних двух случаях преодоление полосы обеспечения заняло у наступавшего значительное время и позволило обороняющейся стороне навязать противнику свою стратегию. (Красная Армия прорвала линию Маннергейма, но только после полуторамесячной дополнительной подготовки и пополнения войск. Войска вооружённых сил Германии и их сателлитов также прорвали линию обороны на всю оперативную глубину (примерно 70 километров), но были вынуждены остановиться из-за исчерпания резервов. Установившаяся оперативная пауза позволила советским войскам перехватить инициативу).
В настоящее время, по мнению некоторых людей, ценность полос обеспечения, как и систем долговременных укреплений, существенно снизилась ввиду принципиального изменения характера войны (военных (боевых)) действий.

## Состав
Полоса обеспечения, как правило, создаётся перед первым оборонительным рубежом, а иногда перед армейским (корпусным) или фронтовым оборонительным рубежом, и включает в себя:
- основные позиции[3];
- запасные позиции[3];
- ложные позиции[3];
- опорные пункты[3];
- систему заграждений[3].